# Sébastien Ruette
Pour les articles homonymes, voir Ruette (homonymie).
 (janvier 2025).
Si vous disposez d'ouvrages ou d'articles de référence ou si vous connaissez des sites web de qualité traitant du thème abordé ici, merci de compléter l'article en donnant les références utiles à sa vérifiabilité et en les liant à la section « Notes et références ».
Sébastien Ruette est un ancien joueur de volley-ball franco-canadien né le 22 juin 1977 à Nicolet (Québec). Il mesure 2,00 m et joue attaquant. Il a dû mettre un terme à sa carrière professionnelle en début de saison 2006-2007 à la suite de la découverte du syndrome de la « main froide ».

## Carrière
Formé à l'université de Sherbrooke par Glenn Hoag, il suit son entraîneur lorsque celui-ci est recruté par le Paris Volley. Barré à la pointe de l'attaque par son compatriote Paul Duerden, il n'a que peu l'occasion de jouer lors des années parisiennes. Afin d'obtenir plus de temps de jeu, il prend la direction de l'Espagne et de Palma de Majorque où il reste deux ans en réalisant des performances remarquables — il y a d'ailleurs retrouvé son ancien coéquipier au Paris Volley Stéphane Antiga. Son père étant français, il a le privilège de pouvoir choisir entre les équipes nationales canadienne et française. Il s'aligne donc avec l'équipe de France en 2006. Il choisit de revenir en France à l'été 2006 pour jouer dans un championnat plus relevé en signant à Tours.
Après seulement trois matches de championnat, il commence à ressentir une perte de sensation dans la main droite. Le diagnostic annonce une thrombose dans le poignet, entraînant un arrêt immédiat de l'activité sportive. Les examens spécifiques réalisés à Tours, Paris et en Italie l'ont conduit à devoir arrêter la pratique du volley-ball sous risque d'aggravation majeure de son état.
Espoir du volley-ball canadien puis français en club comme en équipe nationale, auteur d'une Ligue mondiale 2006 remarquable (finaliste, meilleur marqueur), son problème de santé a stoppé net sa progression.[réf. nécessaire]

## Clubs
| Club                       | Pays    | De        | À         |
| -------------------------- | ------- | --------- | --------- |
| Université de Sherbrooke   | Canada  | 1996-1997 | 1999-2000 |
| Paris Volley               | France  | 2000-2001 | 2003-2004 |
| Son Amar Palma de Majorque | Espagne | 2004-2005 | 2005-2006 |
| Tours Volley-Ball          | France  | 2006-2007 | 2006-2007 |

## Palmarès

### En club
- Ligue mondiale
  - Finaliste : 2006
- Championnat de France (4) :
  - Vainqueur : 2000, 2001, 2002, 2003
- Coupe de France (2)
  - Vainqueur : 2001, 2004
- Championnat d'Espagne (1)
  - Vainqueur : 2006
- Coupe d'Espagne (2)
  - Vainqueur : 2005, 2006
- Supercoupe d'Espagne (1)
  - Vainqueur : 2005
- Ligue des champions (1)
  - Vainqueur : 2001
  - Finaliste : 2007
- Supercoupe d'Europe (1)
  - Vainqueur : 2000